# Anne Mauduit de Fatouville
Pour les personnes ayant le même patronyme, voir Mauduit.
Anne Mauduit de Fatouville, dit Nolant de Fatouville, né au XVIIe siècle à Rouen et mort le 2 septembre 1715, est un dramaturge français de la Comédie-Italienne.

## Biographie
Nolant de Fatouville était conseiller à la cour des aides de Rouen. Parce qu’il était magistrat, il n’a signé aucune de ses comédies, dirigées presque toutes contre ses collègues. À l’opposé du style léger et enjoué de Du Fresny, celui de Nolant de Fatouville portait les marques d’un pessimisme brutal. Cet observateur très pénétrant de mœurs de son temps et satirique de premier ordre se distingue par son sens de l’observation très fine, très aiguë, souvent cruelle. Il choisissait des sujets volontairement pénibles et douloureux où pouvait s’exprimer l’ironie chagrine de sa misanthropie. La cruauté de certains mots de Nolant de Fatouville le distingue absolument et l’élève bien au-dessus des autres auteurs de la Comédie italienne. Aucune des seize pièces qu’il a produites ne renferme plusieurs scènes vraiment remarquables, mais lorsque les Comédiens italiens annoncèrent son Banqueroutier dix-huit mois avant de le jouer, ils comprenaient bien qu’ils allaient donner, en même temps qu’une preuve prodigieusement hardie, le chef-d’œuvre de leur répertoire.
Les dialogues de Nolant de Fatouville font alterner le français avec l’italien. Tantôt des scènes entières qui sont encore improvisées en italien. Tantôt les deux langues sont employées alternativement, comme dans la Matrone d’Ephèse, où Eularia, la matrone, parle toujours italien, tandis qu’Arlequin lui répond en français, tantôt les deux langues sont mélangées, le français et les gestes aidant à comprendre l’italien, comme dans le couplet d’Arlequin Mercure Galant où Jupiter s’étonne de voir Mercure monté sur son aigle, bien qu’il ait des ailes aux talons pour voler. Mercure lui répond : « Hélas ! seigneur Jupiter, mes ailes ne peuvent plus me servir, perche, passando per una strada, una servanta m’a vidé un pot de chambre dessus, et me les a tellement mouillées que, se non fossi tombé per bonhor sur un tas de fumier, Mercurio si saria rotto il collo ; e cosi ho trovato la vostra aquila dans l’écurie attachée au râtelier, et je m’en suis servi per far tutte le commissioni dont je suis chargé. »

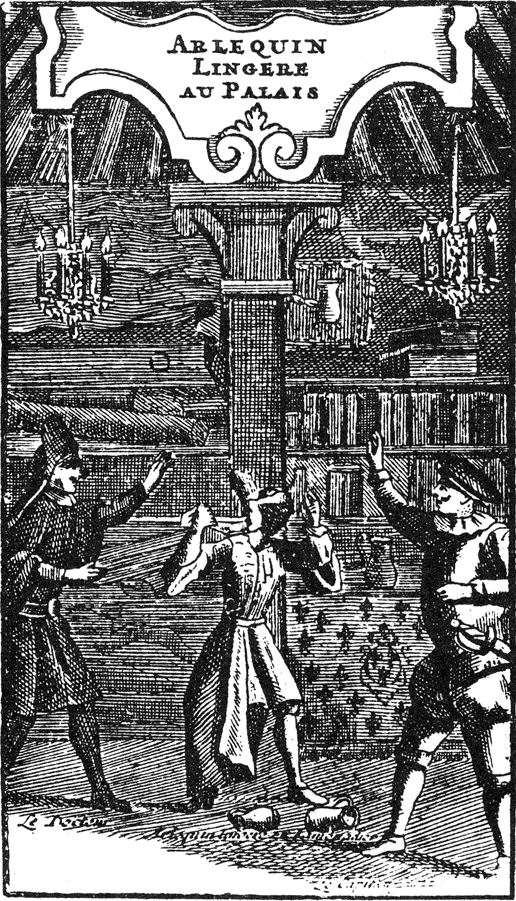
Illustration d’Arlequin lingère au palais de Nolant de Fatouville.

Comme toutes les pièces jouées par les comédiens italiens, les pièces de Nolant de Fatouville peuvent se distinguer par une très grande grossièreté. Il ne craint pas de faire dire par Arlequin à la matrone d’Éphèse : « Comme la douleur vous a changée ! Vos joues, qui étaient autrefois d’un aussi beau vermeil que les fesses d’un enfant nouvellement fouetté, sont à présent si pâles et si maigres qu’elles ne ressemblent qu’à deux merluches ». Il paraît également assez goûter les plaisanteries scatologiques. Dans Isabelle Médecin, la jeune fille demande même au beau Cinthio s’il n’aurait point quelque maladie qui…, que…, dont… et elle revient plusieurs fois sur cette idée avec une insistance aussi regrettable que peu virginale. Les pièces de Fatouville abondent en grosses plaisanteries : ainsi, à la jeune évaporée qui lui demande le chemin de la place de Grève, lieux des exécutions capitales, Mezzetin s’incline respectueusement et répond : « Vous n’avez qu’à continuer comme vous avez commencé, Mademoiselle, et vous êtes sûre d’y arriver. » Arlequin lingère du Palais met en scène « la belle Angélique », une aimable lingère qui vend du point d’Angleterre fait à Paris et qui « fournit des layettes pour tous les enfants des eunuques du grand sérail. »

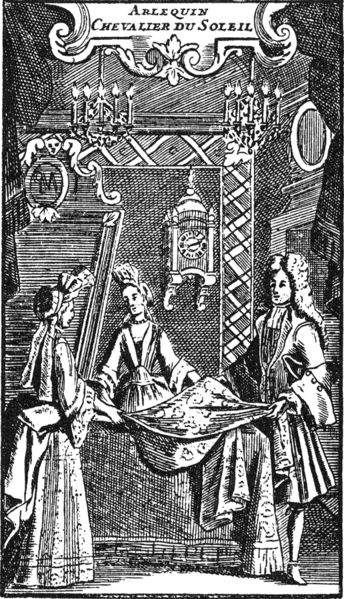
Illustration d’Arlequin chevalier du soleil de Nolant de Fatouville.

Le travestissement joue un grand rôle dans ces pièces, comme dans Colombine avocat pour et contre où on parle toutes les langues : abandonnée par Arlequin pour la riche Isabelle, Colombine paraît devant lui successivement en Espagnole, en fille de chambre, en Gasconne, en Moresque, en docteur. Elle parle tour à tour français, latin, espagnol, provençal et même cette langue franque employée par Molière dans Le Bourgeois gentilhomme, elle amène le parjure à déclarer qu’il veut épouser sa belle, et aussitôt elle se fait reconnaître, en lui jetant une phrase italienne, qui revient comme un refrain : Perfido, traditore, m’avrai negli occhi, se non m’hai nel core. Dans Arlequin lingère du Palais, Arlequin déguisé en nourrice dit à un père putatif refusant de reconnaître son fils : « Père barbare ! Désavouer un enfant qui t’aime dès le berceau ! Le pauvre petit ! Du plus loin qu’il voit un âne, un cochon, un bœuf, il court le flatter, croyant caresser son papa mignon ! Dès l’âge de deux mois, il avait toutes tes inclinations : il n’avait jamais de repos que ses petites menottes ne fussent pleines de cartes ; il ne voulait que des pipes pour hochet ; et il ne téterait jamais, si je n’avais frotté mes mamelles de vin. » Lorsque celui-ci allonge à cette virile nourrice un vigoureux coup de pied au bas des reins, elle hurle : « Ha ! je suis morte ! Un coup de pied dans le ventre ! Je suis grosse de quatorze mois ! »

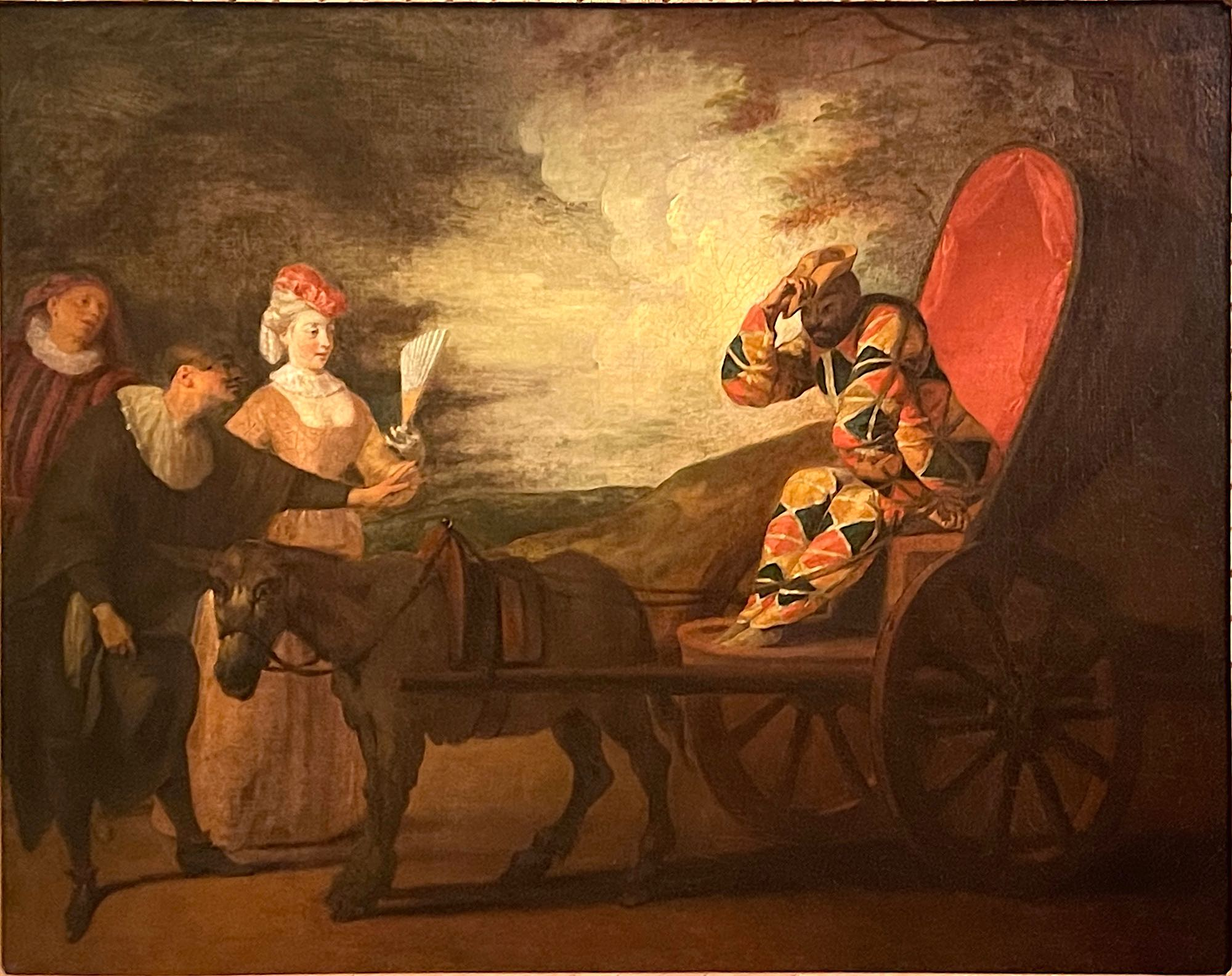
Claude Gillot et Antoine Watteau, Arlequin Empereur dans la Lune, vers 1707-1709.

L’étourdissant succès d’Arlequin empereur dans la lune a contribué à amener aux représentations du théâtre de la foire les femmes qui, jusque-là, n’y assistaient pas pour voir la scène finale où Arlequin raconte ce qui se passe dans son empire lunaire : « L’intérêt et l’ambition y gouvernent les hommes ; la plus grande vertu est d’avoir beaucoup de bien ; depuis plus de 70 ans, on travaille après un dictionnaire qui ne sera pas achevé de deux siècles ; les médecins tuent le pauvre monde ; les juges se laissent corrompre ; les dames sont dépensières et coquettes ; les maris sont commodes ». À chacun de ces détails, le Docteur, Isabelle, Eularia, Colombine et Scaramouche lèvent les bras au ciel et s’écrient en chœur : « C’est tout comme ici ! »

## Publications
- Arlequin chevalier du soleil
- Arlequin empereur dans la lune
- Arlequin Jason ou la Toison d'or comique
- Arlequin lingère du palais
- Arlequin Mercure galant
- Arlequin Protée
- Colombine avocat pour et contre
- Colombine femme vengée
- Isabelle médecin
- L'Épreuve
- La Fille savante
- La Matrone d'Éphèse ou Arlequin Grapignan
- La Précaution inutile
- Le Banqueroutier
- Le Marchand dupé